# مالو أوشيفو
مالو أوشيفو هي قرية في البوسنة والهرسك. وهي تقع على أراضي مدينة بيهاتش التابعة لكانتون يونا-سانا في اتحاد البوسنة والهرسك. طبقا لنتائج تعداد البوسنة عام 2013، فقد كان عدد سكانها 23 نسمة.
قبل حرب البوسنة والهرسك، كانت القرية جزءا من بلدية درفار، وتقع أيضا في اتحاد البوسنة والهرسك ولكن في كانتون 10.

## التركيبة السكانية

### التطور التاريخي للسكان
| 1961 | 1971 | 1981 | 1991 | 2013 |
| ---- | ---- | ---- | ---- | ---- |
| 228  | 181  | 121  | 104  | 23   |

### المجتمع المحلي
في عام 1991 كان المجتمع المحلي للقرية يتألف من 176 نسمة وهم موزعون على النحو التالي:

## وصلات خارجية
- (بالإنجليزية) Maplandia